# Das Innere des Palmenhauses
Das Innere des Palmenhauses ist der Titel von fünf realistischen Gemälden von Carl Blechen aus den Jahren 1832 bis 1834, die das Innere des Palmenhauses auf der Berliner Pfaueninsel zeigen. Vier von ihnen entstanden als Auftragswerke des preußischen Königs Friedrich Wilhelm III. Zwei der Werke befinden sich im Besitz der Stiftung Preußische Schlösser und Gärten Berlin-Brandenburg, die beide seit 2011 im Neuen Pavillon im Park am Schloss Charlottenburg gezeigt werden. Ein anderes Bild, eine Vorstudie, wird in der Berliner Alten Nationalgalerie ausgestellt, eine weitere Vorstudie in der Hamburger Kunsthalle und das fünfte Gemälde im Art Institute of Chicago.

## Beschreibung

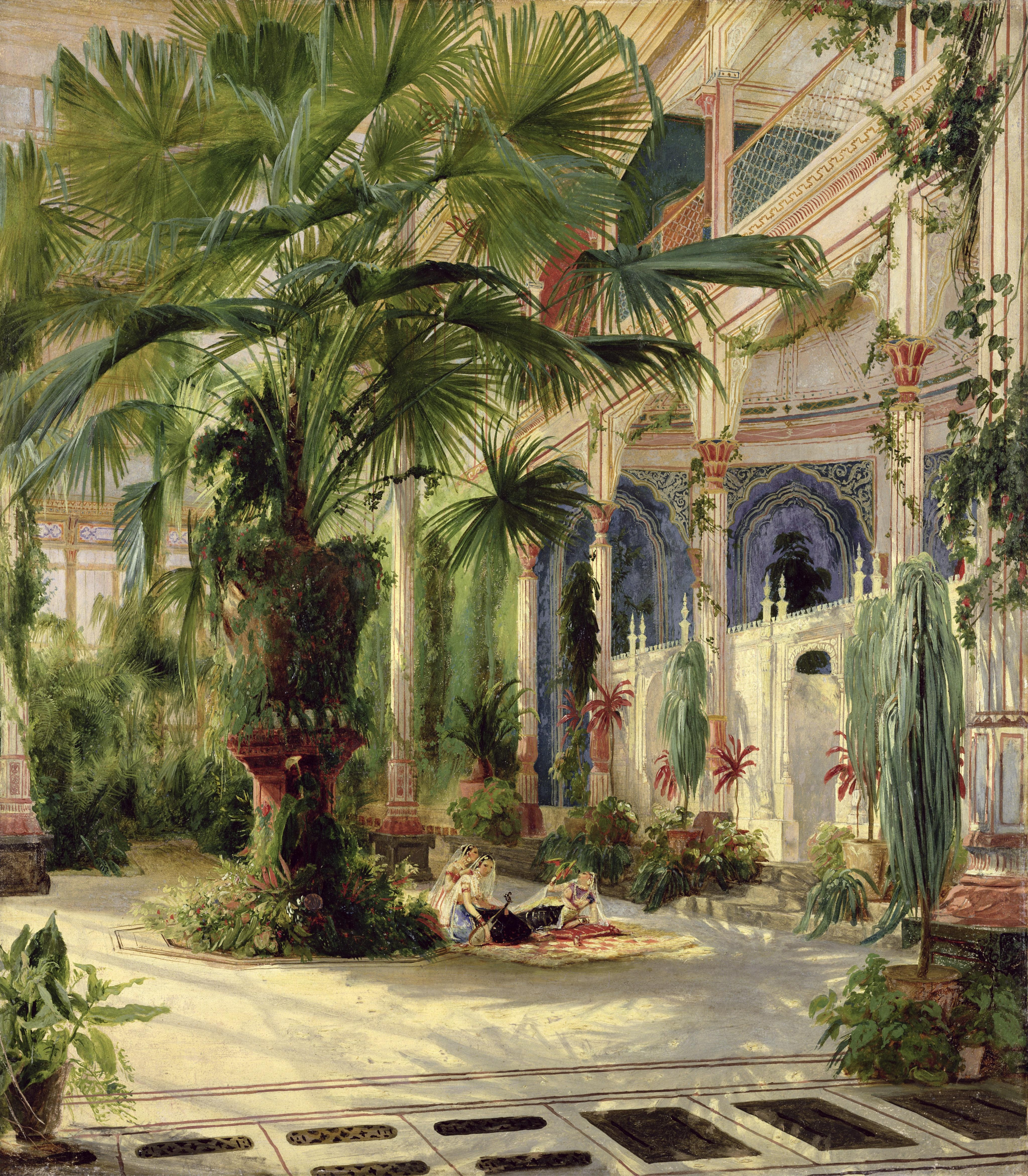
Vorstudie in der Hamburger Kunsthalle

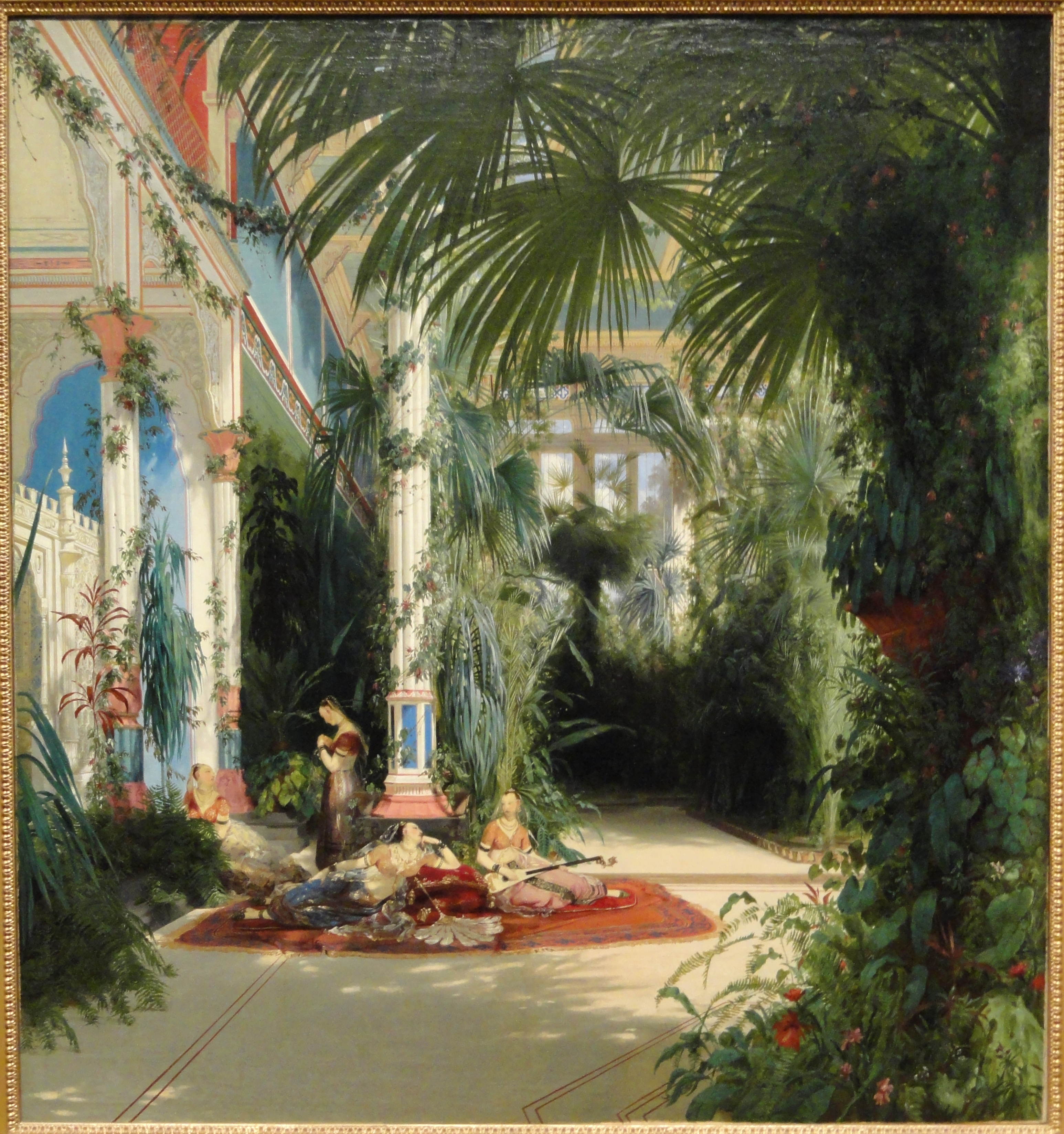
Gemälde im Art Institute of Chicago

Die beiden Bilder in Berlin und Hamburg sind in der Technik Ölmalerei auf Papier, das auf Leinwand aufgezogen ist, ausgeführt und haben die Maße 64 × 56 cm. Sie gelten als Vorstudien für die beiden Gemälde der Stiftung, die direkt auf die Leinwand gemalt sind und im Format 74 × 65 cm deutlich größer sind. Ein ähnliches drittes Gemälde, Format 135 × 126 cm, befindet sich seit 1996 im Art Institute of Chicago.
Den Blick in die Mitte des Palmenhauses mit der großen Fächerpalme Latania borbonica, die von der Insel Réunion stammen sollte, und als arabeskes Bildelement die Komposition dominiert, hat Carl Blechen aus zwei verschiedenen Blickwinkeln dargestellt. In dem vom Sonnenlicht durchfluteten hallenartigen Gewächshaus fügte er als Staffage Frauenfiguren ein, die als Odalisken die gewünschte exotische Atmosphäre unterstreichen sollten. Zwei der Figuren hatten ursprünglich entblößte Brüste, daran wurde aber Anstoß genommen, so dass sie auf den Gemälden bedeckt erscheinen. Eine im Palmenhaus aufgestellte Marmor-Pagode aus Bengalen, ein Beutestück der Engländer, inspirierte Blechen zu diesen Figuren, sodass die Illusion eines orientalischen, erotisch aufgeladenen Milieus entstand, was durchaus im Einklang mit den damaligen Vorstellungen von Exotik stand. Nach Ansicht des Kunsthistorikers Helmut Börsch-Supan erhalten die Palmenhausbilder von Carl Blechen so eine „eigenartig schillernde, ja zwiespältige Realität, die im Gegensatz von rationaler Konstruktion der Perspektive und ungezügelt wuchernder Phantastik der Vegetation besteht.“ Blechen gelingt es in diesen Bildern auch die Illusion von Duft, Wärme und Feuchtigkeit zu erzeugen, was von den damaligen Kritikern bemerkt und positiv aufgenommen wurde (Spenersche Zeitung von 1834 anlässlich der Akademieausstellung). Ursprünglich wollte Blechen seinem Empfinden nach, wie in vielen anderen seiner Bilder, die Säulen des Palmenhauses filigraner gestalten, als sie in Wirklichkeit waren, um das Haus höher und leichter wirken zu lassen, doch der König bestand auf korrekte Darstellung der Proportionen.
Alexander von Humboldt besaß eine Lithografie eines der Palmenhausbilder, die von Julius Tempeltey angefertigt wurde. Ein Exemplar hatte dieser 1844 für den Verein der Kunstfreunde in Preussen hergestellt.

## Geschichte und Hintergrund
Mit der Fertigstellung des Palmenhauses erwachte der Wunsch des Königs nach einer bildlichen Darstellung. Eigentlich wäre dafür der Architekturmaler Eduard Gaertner in Frage gekommen, aber der König zog Blechen, der Erfahrungen mit Bühnenbildern und Theaterdekorationen hatte, vor und bestellte bei ihm 1832 die Innenansichten des Palmenhauses. Blechen fertigte zunächst zwei Vorstudien, Ölfarbe auf Papier, an. Die beiden endgültigen Gemälde waren aber erst im Juni 1834 fertig. Im September des Jahres wurden sie in der Berliner Akademieausstellung gezeigt und positiv aufgenommen. Er stellte aber noch ein drittes größeres Gemälde her, das der König nachträglich ebenfalls kaufte. Der geforderte Kaufpreis betrug pro Bild 100 Friedrich d’or, was dem König aber zu viel war. Erst auf die Intervention von Karl Friedrich Schinkel erhielt Blechen die geforderte Summe. So wies Schinkel auf den hohen Arbeitsaufwand hin, der allein schon für die naturgetreue Darstellung der Pflanzen nötig war, und die damit verbundenen Studien des Malers zu den tropische Pflanzen. Die Vegetation im Palmenhaus stellte Blechen in den fertigen Gemälden üppiger dar, als sie in Wirklichkeit war. Später wuchs die beherrschende Fächerpalme allerdings so hoch, dass auf das Palmenhaus 1845 eine gläserne Kuppel gesetzt werden musste.

## Provenienz
Die beiden Vorstudien in der Maltechnik Öl auf Papier, kamen von Blechen zu dem Berliner Kunstsammler und Galeristen Karl Ludwig Kuhtz. 1898 versteigerte das Auktionshaus Rudolph Lepke die Sammlung Kuhtz, bis März 1898 war dieses Blatt dann in der Berliner Kunsthandlung Amsler und Ruthardt, danach gelangte es sich in den Bestand der Nationalgalerie. Das Bild der Hamburger Kunsthalle befand sich ebenfalls bei Karl Ludwig Kuhtz, war auch bei Lepke in Berlin in der Versteigerung, blieb aber bei Anna Kuhtz. 1901 kauft es die Hamburger Kunsthalle.
Die fertig gestellten Gemälde wurden nach der Akademieausstellung 1834 von König Friedrich-Wilhelm III. gekauft und befinden sich seitdem im Besitz der heutigen Stiftung Preußische Schlösser und Gärten. Blechen lieferte aber für die Ausstellung noch nachträglich ein weiteres Gemälde an, das ein größeres Format besitzt. Dieses Bild ging ebenfalls an den König, der es wahrscheinlich seiner Tochter Charlotte schenkte, die es als Zarin Alexandra Fjodorowna, Kaiserin von Russland mitnahm. Nach der Oktoberrevolution befand es sich in russischem Staatsbesitz, kam etwa ab 1920 in eine Schweizer Sammlung, dann in die Münchner Kunsthandlung Daxer & Marschall und befand sich bis 1996 bei James Mackinnon, London. Seitdem gehört das Bild zur Sammlung im Art Institute of Chicago. Im Katalog der Ausstellung Carl Blechen. Zwischen Romantik und Realismus 1990 wird dieses Bild von Helmut Börsch-Supan noch als „verschollen“ vermutet. Birgit Verwiebe, die Kuratorin der Berliner Alten Nationalgalerie schreibt, dass der König auch die beiden anderen Gemälde seiner Tochter Charlotte zu schenken gedachte.

## Ausstellungen (Auswahl)
- Mai bis Oktober 1886: Jubiläums-Ausstellung der Königlichen Akademie der Künste (58. Ausstellung), Berlin (Nr. 2259. Palmenhausstudie, Staatsbesitz)[10]
- Januar bis Mai 1906: Ausstellung deutscher Kunst aus der Zeit von 1775–1875 (Jahrhundert-Ausstellung), Königliche National-Galerie, Berlin (Nr. 99 und Nr. 108)[11]

Kunstauktion Lepke
- 1898: Ausstellung zur Versteigerung der Gemälde der Galerie Kuhtz durch Rudolph Lepke’s Kunst-Auctions-Haus (Nr. 42: Das Palmenhaus auf der Pfaueninsel und Nr. 43: Andere Ansicht des Palmenhauses auf der Pfaueninsel).[6]

Berliner Vorstudie
- Juni bis August 1952: Ein Jahrtausend Deutscher Kunst. Meisterwerke aus den Berliner Museen Neues Museum und Landesmuseum, Wiesbaden
- 1957: Park und Garten in der Malerei vom 16. Jahrhundert bis zur Gegenwart Wallraf-Richartz-Museum, Köln
- Oktober 1970 bis März 1971: German Painting of the 19th century. (Wanderausstellung) Cleveland Museum of Art, Yale University Art Gallery, Art Institute of Chicago
- 29. April bis 13. Juni 1971: Deutsche Malerei des 19. Jahrhunderts Kunsthalle Köln
- 31. August bis 4. November 1990: Carl Blechen. Zwischen Romantik und Realismus Neue Nationalgalerie, Berlin[5]
- 19. Dezember 2017 bis 26. August 2018: Hello World. Revision einer Sammlung Nationalgalerie im Hamburger Bahnhof, Berlin[13]

Hamburger Vorstudie
- 1901 und 1907: Bestandsausstellung in der Kunsthalle Hamburg[14]

Version im Art Institute of Chicago
- Bisher nur in der Berliner Akademieausstellung 1834[15]